# Heinrich Müller (Politiker, 1919)
Heinrich Müller (* 28. Oktober 1919 in Klein Jannewitz im Kreis Lauenburg in Pommern; † 10. März 2005) war ein deutscher Politiker der SPD. Er war von 1961 bis 1965 und von 1969 bis 1980 Mitglied des Deutschen Bundestages. 

## Leben und Leistungen
Heinrich Müller wurde am 28. Oktober 1919 in dem Dorf Klein Jannewitz im Kreis Lauenburg in Pommern geboren. Nach Besuch von Volksschule und Handelsschule absolvierte er eine Ausbildung bei der Stadtverwaltung Lauenburg i. Pom. Zum 1. September 1937 trat er der NSDAP bei (Mitgliedsnummer 5.855.815). Im Zweiten Weltkrieg war er Soldat. Ende Oktober 1944 geriet er als Oberleutnant und Batterieführer in amerikanische Kriegsgefangenschaft. 
1947 trat Heinrich Müller in die SPD ein und machte dort politische Karriere. Von 1950 bis 1991 war er Mitglied des Kreistags des Landkreises Wesermarsch, von 1956 bis 1972 dessen ehrenamtlicher Landrat. 
Von 1961 bis 1965 und von 1969 bis 1980 war Heinrich Müller Mitglied des Deutschen Bundestages. Er ist stets als direkt gewählter Abgeordneter des Wahlkreises Delmenhorst - Wesermarsch in den Bundestag eingezogen.

## Auszeichnungen
- 1943: Eisernes Kreuz I. Klasse
- 1973: Bundesverdienstkreuz 1. Klasse
- 1979: Großes Bundesverdienstkreuz
- Ehrenbürger der Stadt Nordenham